# Peter Owen
Pour les articles homonymes, voir Owen.
Pas d'image ? Cliquez ici
Peter Owen, né le 17 octobre 1946 à Beverley est un pilote automobile britannique. Il a notamment participé à trois reprises aux 24 Heures du Mans, en 2005, 2006 et 2007.

## Carrière
En avril 2005, il remporte les 1 000 kilomètres de Spa dans la catégorie LMP2, tout en terminant cinquième du classement général,.
Il participe pour la première fois aux 24 Heures du Mans, en 2005 au volant de la Lola  B05/40 de Chamberlain Synergy Motorsport,,.